# حارة بيت إسماعيل (صنعاء)
حارة بيت إسماعيل هي إحدى حارات حي سنع السفلى بضواحي الأمانة مديرية سنحان وبني بهلول، بلغ تعداد سكانها 153 نسمة حسب تعداد اليمن لعام 2004.